# Mentha crispata
Mentha crispata Schrad. ex Willd. 1809 es una especie de fanerógama de la familia de las lamiáceas.

## Uso en medicina natural
Es usada para curar cicatrices, y alivia dolores de estómago; bacteriostático bacteriano estomacal. Ayuda a la presión alta y  es un calmante femenino para el dolor de ovarios.

## Sinonimia
- Mentha spicata subsp. spicata.
- Mentha viridis var. crispata (Schrad. ex Willd.) Becker, Fl. Frankfurt 1: 220 (1827).
- Mentha viridis f. crispata (Schrad. ex Willd.) Pérard, Bull. Soc. Bot. France 17: 337 (1870).
- Mentha viridis subsp. crispata (Schrad. ex Willd.) Briq. in H.G.A.Engler & K.A.E.Prantl, Nat. Pflanzenfam. 4(3a): 321 (1897).
- Mentha longifolia var. crispata (Schrad. ex Willd.) Rouy in G.Rouy & J.Foucaud, Fl. France 11: 368 (1909).[2]